# Campionat del Món de motocròs 2000
La temporada de 2000 del Campionat del Món de motocròs fou la 44a edició d'aquest campionat, organitzat per la FIM. El calendari oficial constava de 16 Grans Premis, celebrats entre el 19 de març i el 3 de setembre.
Aquella temporada aparegué un nou concepte: el "Triple Gran Premi" per a les cilindrades de 125, 250 i 500cc (concretament, al GP dels Països Baixos, a Valkenswaard). Més tard, la idea es repetí als Grans Premis d'Europa (Spa-Francorchamps), Bèlgica (Grobbendonk) i Luxemburg (Folkendange). A més de l'habitual doble Gran Premi de Foxhill (125 i 250cc), se'n varen fer tres nous de dobles, però ara de 250 i 500cc, als altres dos Grans Premis de Bèlgica d'aquell any (Kester i Namur) i al de Suïssa (Roggenburg).

## Sistema de puntuació
Barem de puntuació del 1984 al 2000:
| Posició | 1  | 2  | 3  | 4  | 5  | 6  | 7 | 8 | 9 | 10 | 11 | 12 | 13 | 14 | 15 |
| Punts   | 20 | 17 | 15 | 13 | 11 | 10 | 9 | 8 | 7 | 6  | 5  | 4  | 3  | 2  | 1  |

## 500 cc

### Grans Premis
| Ronda | Data          | Gran Premi                    | Lloc                 | 1a mànega        | 2a mànega        | Guanyador        |
| ----- | ------------- | ----------------------------- | -------------------- | ---------------- | ---------------- | ---------------- |
| 1     | 19 de març    | Gran Premi d'Austràlia        | Broadford            | Joël Smets       | Joël Smets       | Joël Smets       |
| 2     | 2 d'abril     | Gran Premi d'Itàlia           | Castiglione del Lago | Marnicq Bervoets | Joël Smets       | Joël Smets       |
| 3     | 9 d'abril     | Gran Premi dels Països Baixos | Valkenswaard         | Joël Smets       | Marnicq Bervoets | Marnicq Bervoets |
| 4     | 23 d'abril    | Gran Premi d'Espanya          | Osuna                | Joël Smets       | Joël Smets       | Joël Smets       |
| 5     | 14 de maig    | Gran Premi d'Àustria          | Schwanenstadt        | Marnicq Bervoets | Peter Johansson  | Peter Johansson  |
| 6     | 4 de juny     | Gran Premi d'Europa           | Spa-Francorchamps    | Joël Smets       | Joël Smets       | Joël Smets       |
| 7     | 11 de juny    | Gran Premi de Suècia          | Tibro                | Peter Johansson  | Joël Smets       | Joël Smets       |
| 8     | 25 de juny    | Gran Premi de França          | Iffendic             | Joël Smets       | Joël Smets       | Joël Smets       |
| 9     | 2 de juliol   | Gran Premi de Bèlgica         | Kester               | Joël Smets       | Joël Smets       | Joël Smets       |
| 10    | 9 de juliol   | Gran Premi de Gran Bretanya   | Culham               | Joël Smets       | Joël Smets       | Joël Smets       |
| 11    | 16 de juliol  | Gran Premi d'Alemanya         | Fürstlich Drehna     | Joël Smets       | Joël Smets       | Joël Smets       |
| 12    | 30 de juliol  | Gran Premi de Bèlgica         | Grobbendonk          | Joël Smets       | Joël Smets       | Joël Smets       |
| 13    | 5 d'agost     | Gran Premi de Bèlgica         | Namur                | Joël Smets       | Joël Smets       | Joël Smets       |
| 14    | 13 d'agost    | Gran Premi de Luxemburg       | Folkendange          | Marnicq Bervoets | Joël Smets       | Joël Smets       |
| 15    | 27 d'agost    | Gran Premi dels Països Baixos | Halle                | Joël Smets       | Joël Smets       | Joël Smets       |
| 16    | 3 de setembre | Gran Premi de Suïssa          | Roggenburg           | Joël Smets       | Marnicq Bervoets | Marnicq Bervoets |

### Classificació final
| Posició | Pilot              | Motocicleta | Punts |
| ------- | ------------------ | ----------- | ----- |
| 1       | Joël Smets         | KTM         | 583   |
| 2       | Marnicq Bervoets   | Yamaha      | 431   |
| 3       | Peter Johansson    | KTM         | 397   |
| 4       | Andrea Bartolini   | Yamaha      | 369   |
| 5       | Darryl King        | Husqvarna   | ?     |
| 6       | Miska Aaltonen     | Husqvarna   | ?     |
| 7       | Joakim Karlsson    | Honda       | 177   |
| 8       | Gert Jan Van Doorn | VOR         | 150   |
| 9       | Massimo Bartolini  | Yamaha      | 134   |
| 10      | Erwin Machtlinger  | Honda       | 131   |

1. ↑  432 segons altres fonts.

## 250 cc

### Grans Premis
| Ronda | Data          | Gran Premi                       | Lloc                 | 1a mànega         | 2a mànega         | Guanyador        |
| ----- | ------------- | -------------------------------- | -------------------- | ----------------- | ----------------- | ---------------- |
| 1     | 19 de març    | Gran Premi d'Espanya             | Talavera de la Reina | Gordon Crockard   | Ryan Hughes       | Gordon Crockard  |
| 2     | 26 de març    | Gran Premi de Portugal           | Águeda               | Mickaël Pichon    | Mickaël Pichon    | Mickaël Pichon   |
| 3     | 9 d'abril     | Gran Premi dels Països Baixos    | Valkenswaard         | Frédéric Bolley   | Mickaël Pichon    | Frédéric Bolley  |
| 4     | 30 d'abril    | Gran Premi d'Itàlia              | Màntua               | Mickaël Pichon    | Mickaël Pichon    | Mickaël Pichon   |
| 5     | 14 de maig    | Gran Premi de la República Txeca | Loket                | Frédéric Bolley   | Mickaël Pichon    | Mickaël Pichon   |
| 6     | 28 de maig    | Gran Premi de Gran Bretanya      | Foxhill              | Anul·lada (pluja) | Anul·lada (pluja) | -                |
| 7     | 4 de juny     | Gran Premi d'Europa              | Spa-Francorchamps    | Pit Beirer        | Frédéric Bolley   | Frédéric Bolley  |
| 8     | 12 de juny    | Gran Premi de França             | Brou                 | Mickaël Pichon    | Frédéric Bolley   | Frédéric Bolley  |
| 9     | 25 de juny    | Gran Premi d'Eslovàquia          | Lučenec              | Pit Beirer        | Claudio Federici  | Claudio Federici |
| 10    | 2 de juliol   | Gran Premi de Bèlgica            | Kester               | Frédéric Bolley   | Frédéric Bolley   | Frédéric Bolley  |
| 11    | 16 de juliol  | Gran Premi del Brasil            | Belo Horizonte       | Mickaël Maschio   | Mickaël Pichon    | Yves Demaria     |
| 12    | 30 de juliol  | Gran Premi de Bèlgica            | Grobbendonk          | Mickaël Pichon    | Gordon Crockard   | Gordon Crockard  |
| 13    | 6 d'agost     | Gran Premi de Bèlgica            | Namur                | Yves Demaria      | Yves Demaria      | Yves Demaria     |
| 14    | 13 d'agost    | Gran Premi de Luxemburg          | Folkendange          | Claudio Federici  | Frédéric Bolley   | Frédéric Bolley  |
| 15    | 27 d'agost    | Gran Premi d'Alemanya            | Teutschenthal        | Frédéric Bolley   | Frédéric Bolley   | Frédéric Bolley  |
| 16    | 3 de setembre | Gran Premi de Suïssa             | Roggenburg           | Yves Demaria      | Mickaël Maschio   | Pit Beirer       |

### Classificació final
| Posició | Pilot            | Motocicleta | Punts |
| ------- | ---------------- | ----------- | ----- |
| 1       | Frédéric Bolley  | Honda       | 421   |
| 2       | Mickaël Pichon   | Suzuki      | 367   |
| 3       | Pit Beirer       | Kawasaki    | 340   |
| 4       | Joshua Coppins   | Suzuki      | 334   |
| 5       | Claudio Federici | Yamaha      | 301   |
| 6       | Gordon Crockard  | Honda       | 297   |
| 7       | Yves Demaria     | Yamaha      | 260   |
| 8       | Paul Cooper      | Husqvarna   | ?     |
| 9       | Mickaël Maschio  | Kawasaki    | 188   |
| 10      | Danny Theybers   | KTM         | 151   |

## 125 cc

### Grans Premis
| Ronda | Data          | Gran Premi                    | Lloc                | 1a mànega         | 2a mànega         | Guanyador         |
| ----- | ------------- | ----------------------------- | ------------------- | ----------------- | ----------------- | ----------------- |
| 1     | 26 de març    | Gran Premi d'Espanya          | Bellpuig            | Thomas Traversini | Mike Brown        | James Dobb        |
| 2     | 2 d'abril     | Gran Premi de França          | Plomion             | Carl Nunn         | Carl Nunn         | Carl Nunn         |
| 3     | 9 d'abril     | Gran Premi dels Països Baixos | Valkenswaard        | Grant Langston    | Grant Langston    | Grant Langston    |
| 4     | 30 d'abril    | Gran Premi del Brasil         | Indaiatuba          | Mike Brown        | Luigi Seguy       | Luigi Seguy       |
| 5     | 14 de maig    | Gran Premi de Croàcia         | Mladina             | Mike Brown        | Mike Brown        | Mike Brown        |
| 6     | 28 de maig    | Gran Premi de Gran Bretanya   | Foxhill             | Kenneth Gundersen | James Dobb        | James Dobb        |
| 7     | 4 de juny     | Gran Premi d'Europa           | Spa-Francorchamps   | Grant Langston    | James Dobb        | Grant Langston    |
| 8     | 11 de juny    | Gran Premi de San Marino      | Borgo Maggiore      | Grant Langston    | Thomas Traversini | Thomas Traversini |
| 9     | 25 de juny    | Gran Premi d'Itàlia           | San Severino Marche | Grant Langston    | Thomas Traversini | Thomas Traversini |
| 10    | 2 de juliol   | Gran Premi d'Eslovènia        | Orehova vas         | Grant Langston    | Grant Langston    | Grant Langston    |
| 11    | 9 de juliol   | Gran Premi d'Àustria          | Launsdorf           | Grant Langston    | Grant Langston    | Grant Langston    |
| 12    | 30 de juliol  | Gran Premi de Bèlgica         | Grobbendonk         | James Dobb        | Brian Jorgensen   | James Dobb        |
| 13    | 5 d'agost     | Gran Premi dels Països Baixos | Berghem             | Kenneth Gundersen | Grant Langston    | Grant Langston    |
| 14    | 13 d'agost    | Gran Premi de Luxemburg       | Folkendange         | Mike Brown        | Mike Brown        | Mike Brown        |
| 15    | 27 d'agost    | Gran Premi de Finlàndia       | Heinola             | Grant Langston    | Grant Langston    | Grant Langston    |
| 16    | 3 de setembre | Gran Premi d'Alemanya         | Gaildorf            | Mike Brown        | Mike Brown        | Mike Brown        |

### Classificació final
| Posició | Pilot               | Motocicleta | Punts |
| ------- | ------------------- | ----------- | ----- |
| 1       | Grant Langston      | KTM         | 493   |
| 2       | James Dobb          | KTM         | 419   |
| 3       | Mike Brown          | Honda       | 379   |
| 4       | Luigi Seguy         | Yamaha      | 282   |
| 5       | Patrick Caps        | KTM         | 271   |
| 6       | Thomas Traversini   | Husqvarna   | ?     |
| 7       | Kenneth Gundersen   | KTM         | 205   |
| 8       | Trampas Parker      | TM          | 173   |
| 9       | Philippe Dupasquier | TM          | 172   |
| 10      | Carl Nunn           | Yamaha      | 155   |
| 11      | Steve Ramon         | Kawasaki    | 145   |

## Resum: Podi final 2000
|           | 500 cc           | 500 cc | 250 cc          | 250 cc   | 125 cc         | 125 cc |
| Campió    | Joël Smets       | KTM    | Frédéric Bolley | Honda    | Grant Langston | KTM    |
| Subcampió | Marnicq Bervoets | Yamaha | Mickaël Pichon  | Suzuki   | James Dobb     | KTM    |
| Tercer    | Peter Johansson  | KTM    | Pit Beirer      | Kawasaki | Mike Brown     | Honda  |